# Pagode Thầy

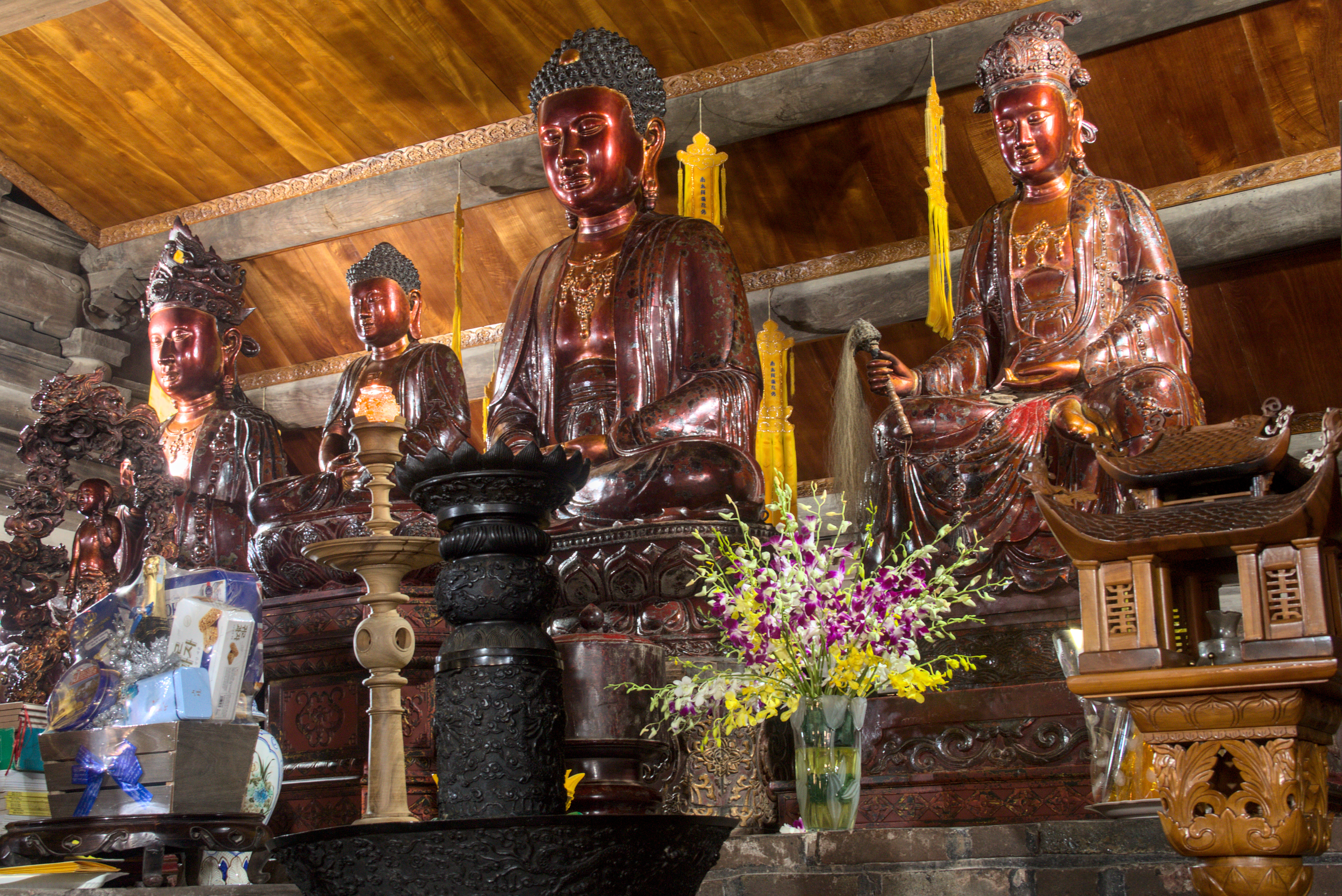
Autel de la salle centrale.

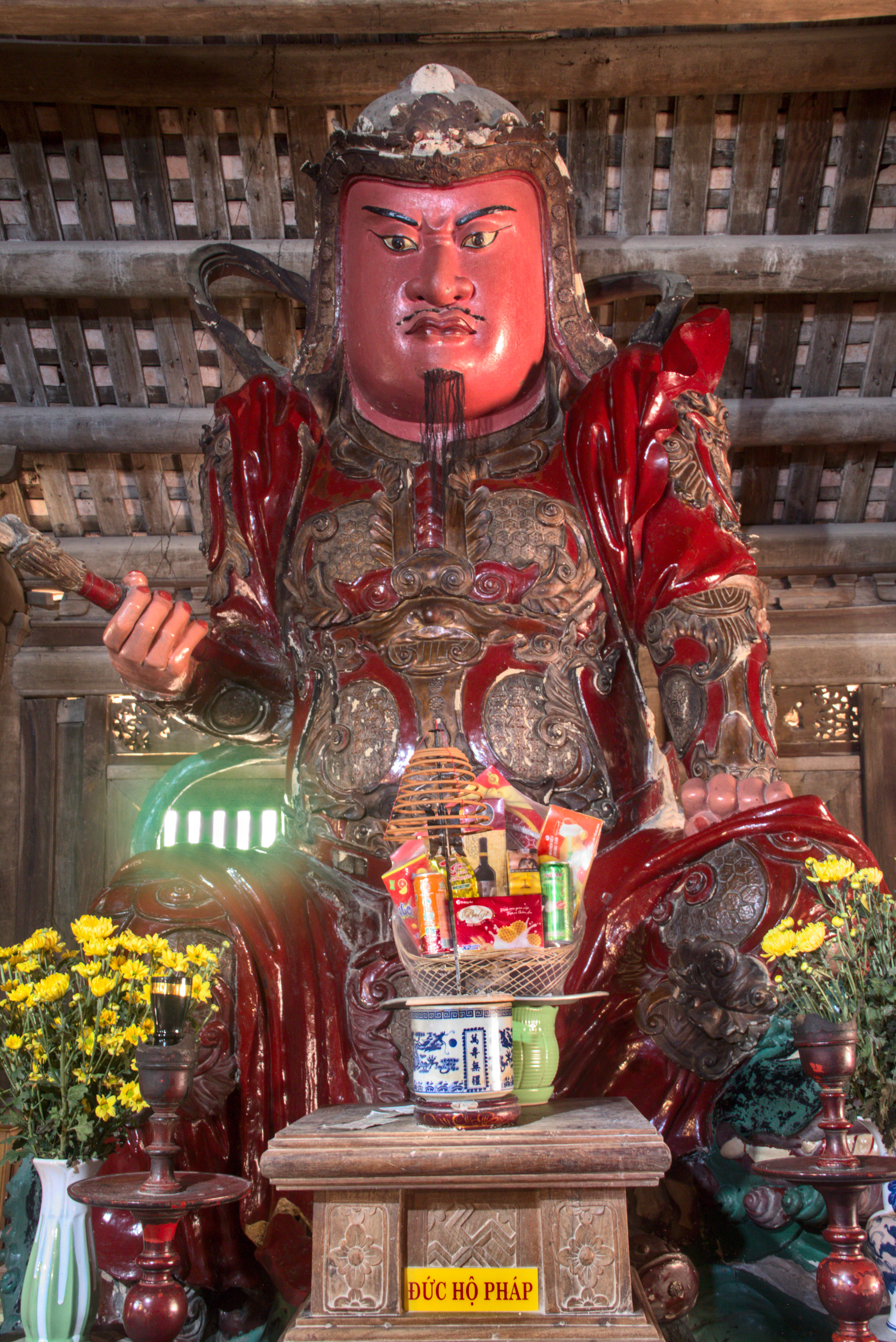
Statue d'un dharmapāla.

La pagode Thầy (Chùa Thầy) est un temple bouddhiste du district de Quốc Oai, anciennement la province de Hà Tây, qui fait maintenant partie de Hanoï. Le temple est également connu sous le nom de Thiên Phúc Tự. Le temple est bâti au XIe siècle sous le règne de l'empereur Nhân Tông de la dynastie Lý. Il est dédié au maître vietnamien Thiền Từ Đạo Hạnh (1072-1116),. C'est l'un des plus anciens temples bouddhistes du Vietnam,, il est entretenu par les moines.
Le temple est un centre de pèlerinage pendant Tết.

## Géographie
Le temple est situé dans le village de Sài Sơn, à 30 km de Hanoi. Il se trouve sur les rives d'un lac artificiel, au pied de la montagne Sài Sơn, près du boulevard Thăng Long.

## Histoire

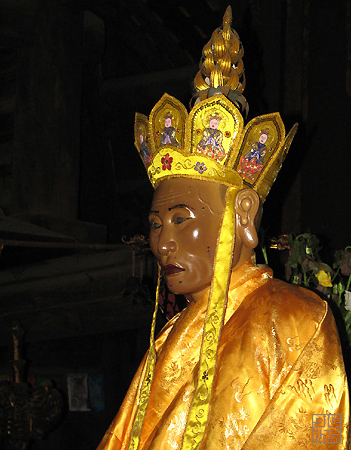
Từ Đạo Hạnh.

Từ Đạo Hạnh (également connu sous le nom de Minh Không) est un moine célèbre. Il est aussi chorégraphe de marionnettes sur l'eau traditionnelles, inventeur, également médecin et mystique dans son village. Les actes mystiques associés au moine le font brûler son doigt pour convoquer la pluie et guérir les populations locales des maladies en les bénissant, en plus d'effectuer de nombreux autres miracles.
Il a présenté des marionnettes sur l'eau (activité propre au Vietnam) au petit pavillon du lac qu'il a construit au milieu du lac, en face du hall principal. Selon la croyance locale, il s'était incarné trois fois, une fois en tant que Bouddha sous la forme de Sakhyamuni, puis en tant que fils du roi Lý Nhân Tông qui devint plus tard le roi Lý Thần Tông, puis en tant que moine qui sauva également le roi Thần Tông.

## Caractéristiques
Le temple est divisé en trois parties. Le hall d'entrée est la salle de prière. La chambre du milieu a des images de bouddhas entourés de démons, faits de laque et vêtus de vêtements de couleur rouge. La chambre arrière a des statues du moine.
Le temple a été rénové à plusieurs reprises. Le temple a trois dédicaces : au roi Lý Thần Tông (1127 à 1138), au Bouddha Gautama et ses dix-huit arhats et au moine bouddhiste et maître Thiền Từ Đạo Hạnh. Il est construit dans un style architectural vietnamien typique. La salle de prière principale du temple comporte près de 100 images colorées d'époque différente.

## Festival
Un festival coloré, connu sous le nom de festival du temple de Thầy, est organisé en l'honneur du moine Từ Đạo Hạnh. Il a lieu du 5e au 7e jour du troisième mois lunaire. Pendant le festival, des groupes présentent des spectacles de marionnettes sur l'eau au théâtre en plein air du lac. Un spectacle de tableaux est également sorti à l'occasion. La statue en bois de santal du maître, située dans le temple, est déplacée avec des cordes entrelacées pendant le festival des marionnettes.
Lors d'autres festivals, des poèmes écrits par Từ Đạo Hạnh et le roi Lý Nhân Tông sont récités.